# Hai môn phối hợp tại Đại hội Thể thao Đông Nam Á 2021
Hai môn phối hợp là một trong những môn thể thao tranh tài tại Đại hội Thể thao Đông Nam Á 2021 ở Việt Nam, được tổ chức vào ngày 15 tháng 5 năm 2022 từ 6h sáng đến 11h30 (vì tình hình Đại dịch COVID-19 lúc đó diễn biến rất phức tạp tại các quốc gia Đông Nam Á), tại bãi biển Tuần Châu ở thành phố Quảng Ninh.

## Địa điểm
| Quảng Ninh         |
| ------------------ |
| Bãi biển Tuần Châu |
| Sức chứa: CXĐ      |
|                    |

## Các quốc gia tham dự
Có tổng cộng 6 quốc gia sẽ tham dự hai môn phối hợp tại Đại hội Thể thao Đông Nam Á 2021.
- Indonesia
- Malaysia
- Philippines
- Singapore
- Thái Lan
- Việt Nam

## Nội dung thi đấu
Hai môn phối hợp tại Đại hội Thể thao Đông Nam Á lần thứ 31 có tổng cộng 2 bộ huy chương, bao gồm cá nhân nam và cá nhân nữ.

## Chương trình thi đấu
| Ngày        | Thời gian | Giới tính | Nội dung        | Vòng            |
| ----------- | --------- | --------- | --------------- | --------------- |
| 15 tháng 05 | 6:00      | Nam       | Cá nhân hai môn | Chung kết       |
| 15 tháng 05 | 8:00      | Nữ        | Cá nhân hai môn | Chung kết       |
| 15 tháng 05 | 9:30      | Nam       | Cá nhân hai môn | Trao huy chương |
| 15 tháng 05 | 11:30     | Nữ        | Cá nhân hai môn | Trao huy chương |

## Bảng tổng sắp huy chương các nội dung
| Nội dung    | Vàng                         | Bạc                                        | Đồng                                   |
| ----------- | ---------------------------- | ------------------------------------------ | -------------------------------------- |
| Cá nhân nam | Phạm Tiến Sản · Việt Nam     | Rudi Febriade · Indonesia                  | Jauhari Johan · Indonesia              |
| Cá nhân nữ  | Kim Mangrobang · Philippines | Tahira Najmunisaa Muhammad Zaid · Malaysia | Zahra Putri Bulan Aprillia · Indonesia |